# لاكي ماكي
لاكي ماكي (بالإنجليزية: Lucky McKee)‏ (و. 1975  م) هو مخرج أفلام، وكاتب سيناريو، وممثل أفلام، ومنتج أفلام أمريكي.

## وصلات خارجية
- لاكي ماكي على موقع IMDb (الإنجليزية)
- لاكي ماكي على موقع ألو سيني (الفرنسية)
- لاكي ماكي على موقع أول موفي (الإنجليزية)
- لاكي ماكي على موقع قاعدة بيانات الأفلام السويدية (السويدية)
- لاكي ماكي على موقع قاعدة بيانات الفيلم (الإنجليزية)
- لاكي ماكي على موقع كينوبويسك (الروسية)